# ألين فورت
ألين فورت (بالإنجليزية: Allen Forte)‏ هو أستاذ جامعي أمريكي، ولد في 23 ديسمبر 1926 في بورتلاند في الولايات المتحدة، وتوفي في 16 أكتوبر 2014 في هامدن في الولايات المتحدة.

## وصلات خارجية
- ألين فورت على موقع ميوزك برينز (الإنجليزية)
- ألين فورت على موقع ديسكوغز (الإنجليزية)